# Ivan Coronini
Ivan grof Coronini-Cronberg (16. studenog 1794. – 26. srpnja 1880.), general, hrvatski ban od 1859. do 1860. godine.
Kada je na prijedlog ratnoga ministra kralj 31. prosinca 1849. odredio da se u Temišvaru ustanovi banatsko-srpsko zemaljsko-vojničko upraviteljstvo, pod koje će spadati tamiški Banat i srpska vojvodina, za prvog vojnog upravitelja imenovan je podmaršal Ivan grof Coronini.
Nakon smrti Josipa Jelačića imenovan je hrvatskim banom. Kao tuđinac nije odviše mario za Hrvate te je bio omražen. Po dolasku u Zagreb izjavljuje: "Prestar sam da učim hrvatski, a sve kad bih i mogao, ne bih htio!". Coronini uvodi režim jake ruke, a naročito progoni omladinu. Zabranjuje činovnicima nošenje narodnog odijela. 27. travnja 1860. raspuštena je "Čitaonica". Za njegovog banovanja kralj je sazvao tzv. pojačano Državno vijeće, koje je trebalo raspravljati o organizaciji Monarhije (s radom je počelo 31. svibnja, a zaključeno 28. rujna 1860.). Dok je ono još vijećalo, kralj je uvidio da treba umiriti nezadovoljne Hrvate, pa je na preporuku biskupa Strossmayera za bana 19. lipnja 1860. imenovan Josip Šokčević. 